# Cramme
Cramme est une commune allemande de l'arrondissement de Wolfenbüttel, Land de Basse-Saxe.

## Géographie
Cramme se situe à l'ouest de l'Oderwald.
|            | Wolfenbüttel |          |
| Salzgitter | Cramme       | Ohrum    |
|            | Flöthe       | Dorstadt |

Son territoire est traversé par la Bundesstraße 248 et la Bundesautobahn 395.

## Histoire
Cramme est mentionné pour la première fois en 1150. Son nom viendrait de la présence de nombreux ruisseaux.